# Iván Siláyev
Iván Stepánovich Siláyev (en ruso: Ива́н Степа́нович Сила́ев) (21 de octubre de 1930, Bajtýzino, krai de Nizhni Nóvgorod, RSFS de Rusia, Unión Soviética - 8 de febrero de 2023, Nizhni Nóvgorod, Federación de Rusia) fue un político ruso y soviético. 

## Carrera política
Ocupó el cargo de primer ministro de la RSFS de Rusia desde el 15 de junio de 1990 al 26 de septiembre de 1991 y fue también el último Presidente del Consejo de Ministros de la URSS desde el 6 de septiembre de 1991 al 25 de diciembre de 1991. Fue también vicepresidente del Consejo de Ministros de la URSS desde el 1 de noviembre de 1985 al 2 de julio de 1990.